# シボレー・オパラ
シボレー・オパラ（Chevrolet Opala）は、アメリカの自動車メーカーであるゼネラルモーターズのブラジル現地法人が、1969年から1992年まで生産していた乗用車。

## 概要

### 発売開始
1966年に、ゼネラルモーターズのブラジル現地法人「General Motors do Brasil」が、当時拡販を進めていたシボレーブランドのトップレインジを「Project 676」の名で開発していることを発表し、その後1968年11月に行われた「サンパウロ・モーターショー」で生産型が「オパラ」の名で公開され、翌1969年より販売が開始された。
「オパラ」は、1960年代中盤に同じゼネラルモーターズの子会社である西ドイツのオペルが生産し、ベストセラーとなっていた中型車の「レコルトC」をベースに、丸型2灯式ヘッドライトとアメリカ車的なフロントグリルのデザインに改変したもので、事実上同車種のバッジエンジニアリングであった。なお、「オパラ」はブラジル現地法人にとって初めて導入する乗用車であった。
販売開始当初のライバル車種は、フォードのブラジル現地法人が、アメリカで販売されていたフルサイズ・セダンの「ギャラクシー」をベースに開発した「ギャラクシー」と「LTD」、そして同じくアメリカで販売されていたコンパクト・セダン及びクーペをそのまま導入した「マーヴェリック」、クライスラーの現地法人が生産していた「ダッジ・ダート」（その後の「ダッジ・ル・バロン」）、ウィリス=オーバーランドが製造していた「アエロ・ウィリス2600」などであった。
また、1973年にはオパラの下を担う車種として、ゼネラルモーターズの「グローバルカー（世界戦略車）構想」に基づき開発された、「Tカー」（オペル・カデット）をベースに開発された「シェベッチ」が販売されたために、名実ともにブラジル現地法人のトップモデルとなった。なお同車は「いすゞ・ジェミニ」の兄弟車種でもある。

### 3度のビッグマイナーチェンジ

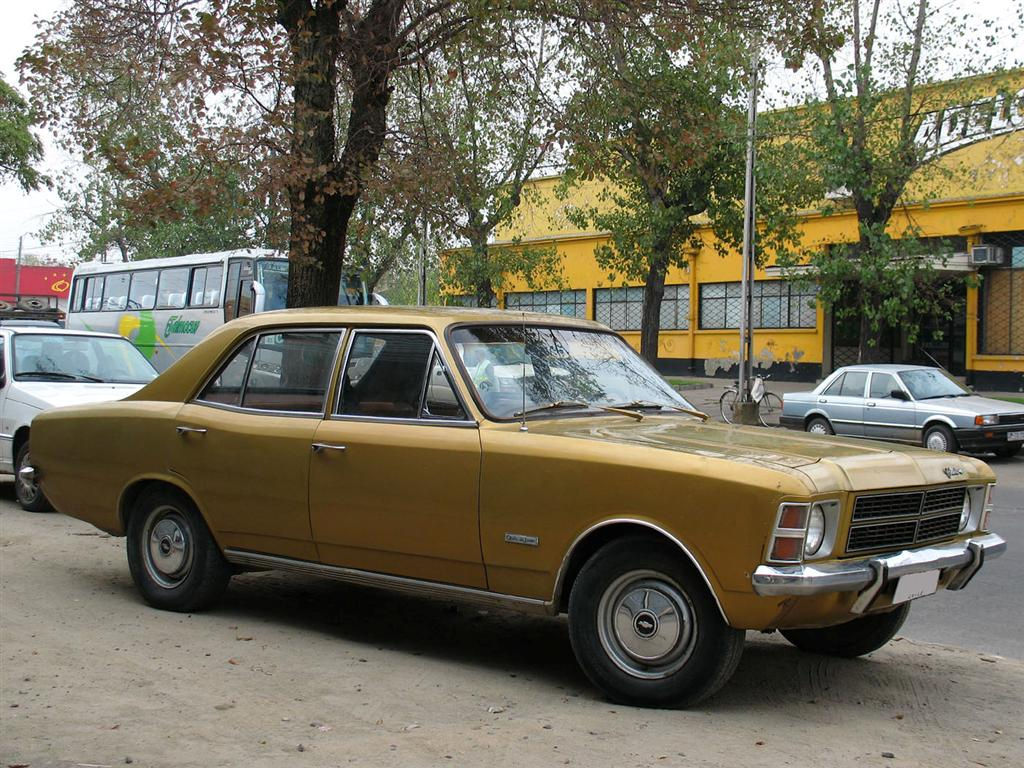
「オパラ エスペシャル」（1978年型）

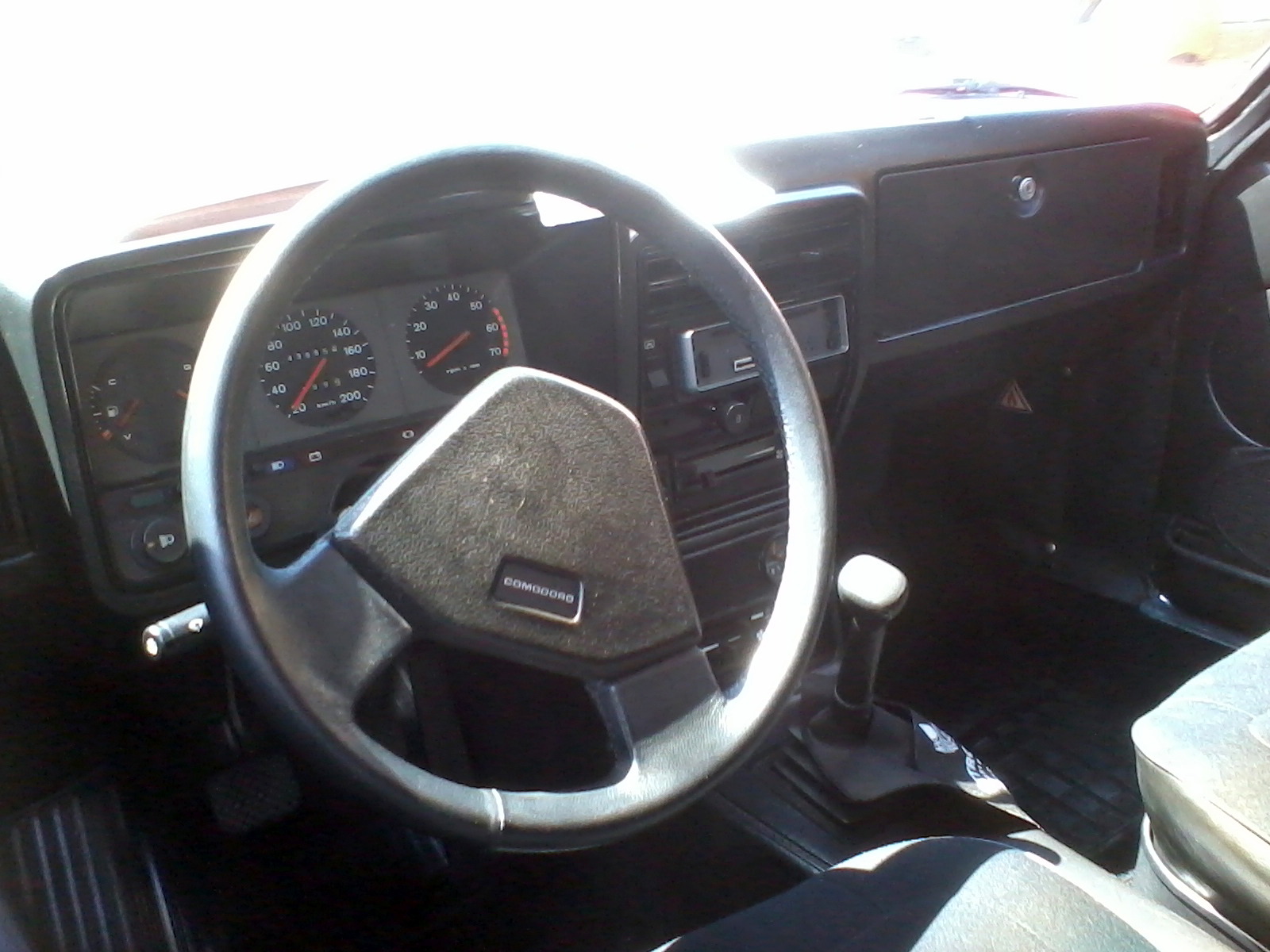
「コモド―ロ」の1988年-1992年型のダッシュボード

その後1975年と1980年、1988年の3回に渡り、フロントグリルやヘッドランプ、リアランプ、ダッシュボードやシートのデザインをはじめとする内装デザインの大幅な意匠変更、さらにワゴンや2ドアハードトップなどのボディタイプや、レーシングストライプを施した上にセミバケットシートを標準装備したスポーツモデルの「SS」仕様の追加、エンジン仕様の追加を含めたビッグマイナーチェンジを行った。
また1975年のビッグマイナーチェンジの際に上級仕様が「コモドーロ（Comodoro）」として独立した他、1980年にはさらに上級モデルとして「ディプロマータ（Diplomata）」が設定された。
その後もマイナーチェンジを繰り返し、マイナーチェンジごとにダッシュボードデザインの変更や大型バンパーの追加、角型変形ヘッドランプ、新型オーディオやパワーウィンドウ、アルミホイールや4速オートマチック・トランスミッションなどの装備が奢られアップデートが行われた。

### 長寿
これらのビッグマイナーチェンジを受けた上に、1980年代初頭から半ばにかけてライバル車種の「ギャラクシー」や「マーヴェリック」、「ダッジ・ル・バロン」、「FNM アルファロメオ・2300リオ」が生産中止となり、自国の自動車産業保護のための完成車輸入制限が行われていたブラジル国内市場でライバル不在となったこと（オパラに比べてサイズの小さい「フォード・デル・レイ」や「フォルクスワーゲン・サンタナ」の上位グレードが、オパラの下位グレードの新たなライバルとなった）。
さらに、1980年代のブラジルの経済危機やハイパーインフレを受けて、ゼネラル・モーターズが新型車投入という大規模な投資を躊躇したこともあり、販売開始から23年後の1992年まで一度もフルモデルチェンジを行わずに生産され続け、ゼネラル・モーターズのブラジル現地法人きっての長寿モデルとなった。
なお使い勝手の良さと適度なサイズから、パトカーや官公庁の公用車、さらには高級タクシーとしても多数が導入されたほか、チリやウルグアイなどの近隣諸国にも輸出されるロングセラーとなった。

### 後継車種
販売開始から20年が過ぎた1980年代後半には旧態化が進み、さらに完成車の輸入制限が緩和されライバル車種が増えて販売台数が落ちてきたことを受けて、1992年に生産が中止された。同じくドイツのオペルで生産されていた「オメガA」をベースとした「シボレー・オメガ」が後継モデルとなった。

## 仕様

### エンジン

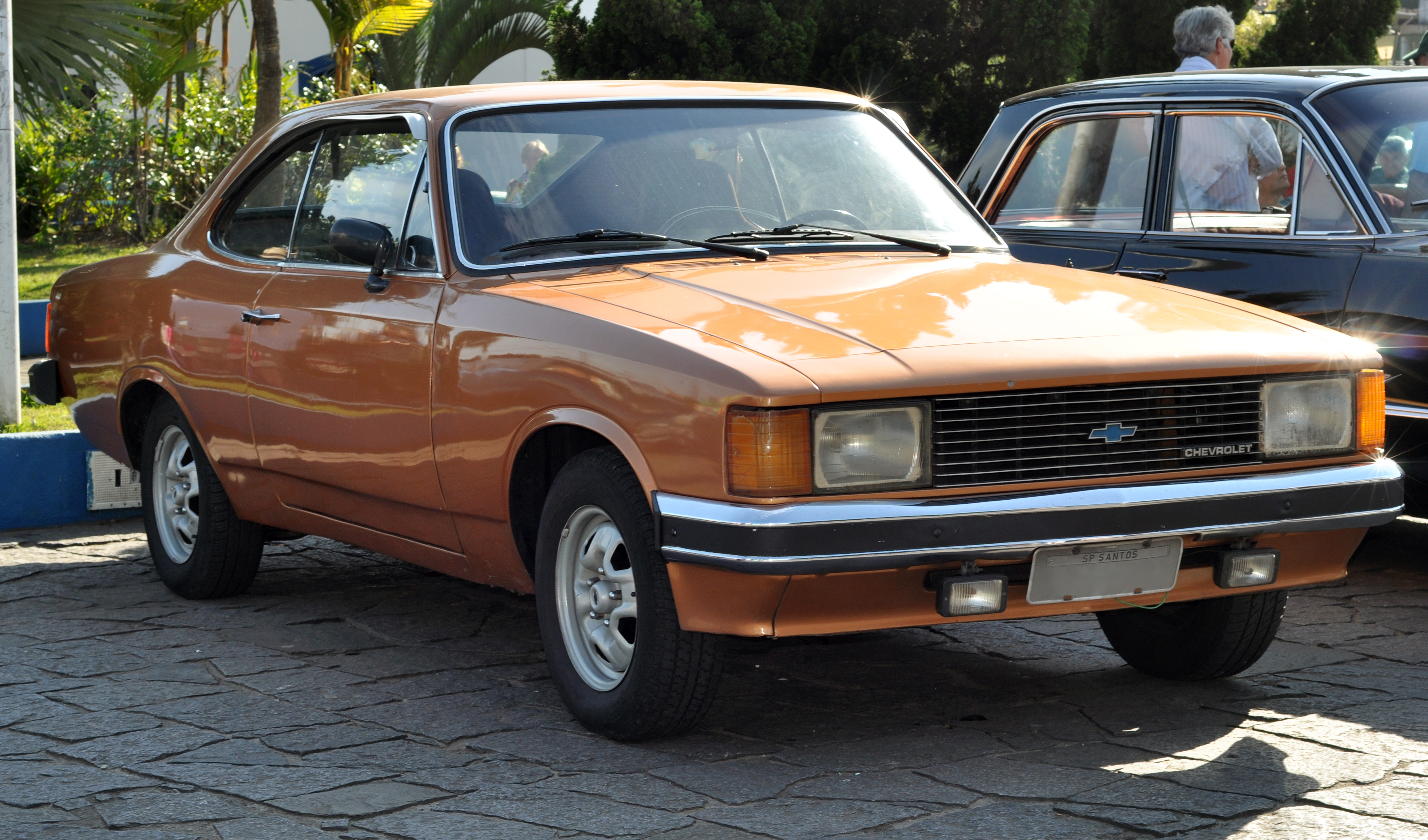
2ドアクーペ 4100cc（1980年型）

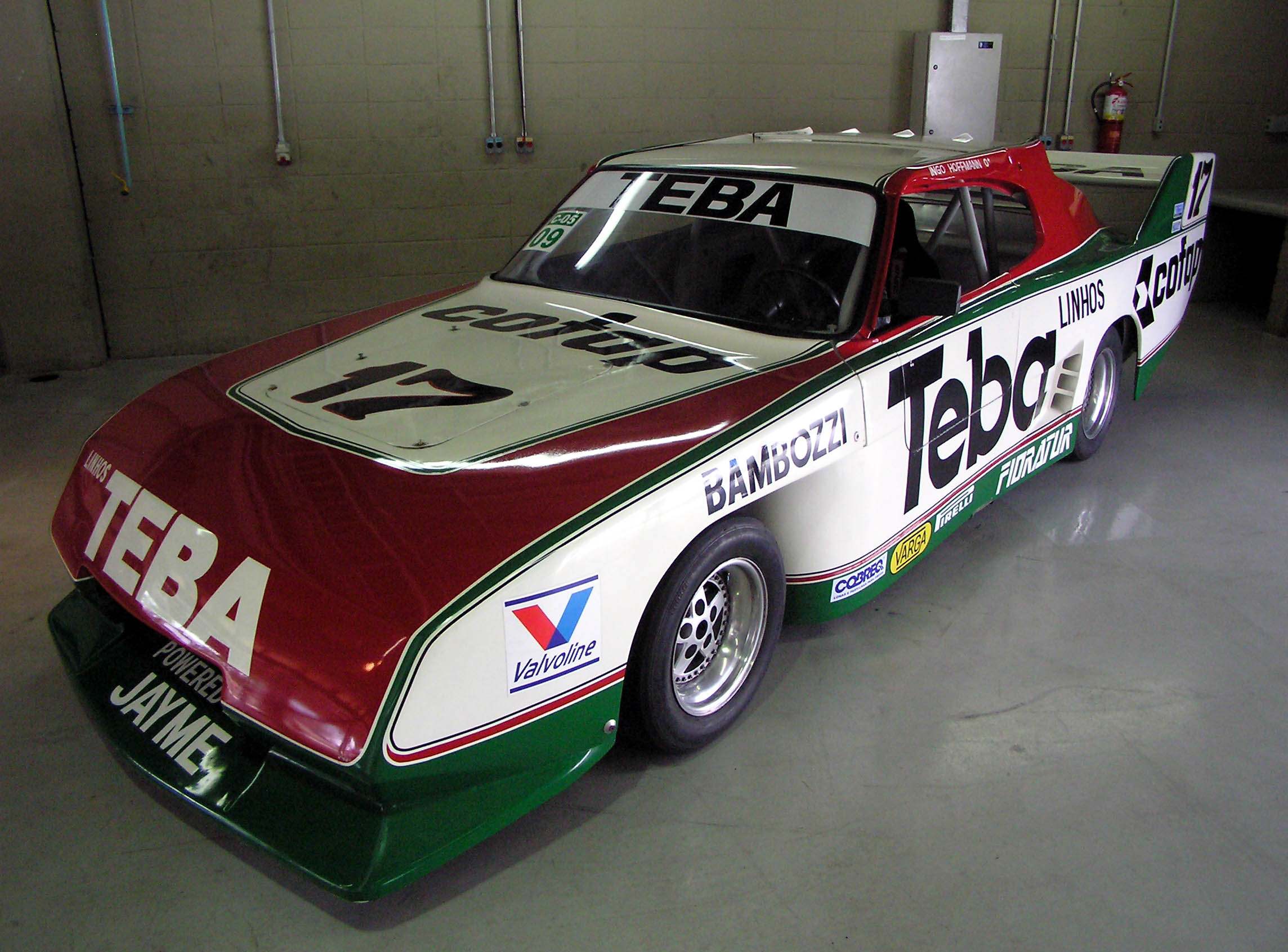
インゴ・ホフマンによりストックカー・ブラジルに出場していた「SS」（1988年型）

デビュー時に4気筒2500ccと6気筒3800ccエンジンの2種が用意され、その後1971年に6気筒エンジンは4100ccに排気量がアップされた。また、1980年にはエタノールエンジンも追加された。

### トランスミッション
デビュー当初は3速及び4速のマニュアル・トランスミッションのみであったが、その後5速マニュアルが追加された他、3速及び4速のオートマチック・トランスミッションも追加された。

### ボディタイプ
デビュー当初は4ドアセダンのみが用意されたが、その後1975年のマイナーチェンジ時に、2ドアのピラーレスハードトップクーペと、2ドアのステーションワゴン「Caravan」も用意された。2ドアのステーションワゴンモデルは、ベースとなった「オペル・レコルトC」にはないブラジル専用モデルであった。
なお、1988年のビッグマイナーチェンジの際に、販売台数が少なかった2ドアピラーレスハードトップクーペは生産が中止され、その後「Caravan」も生産が中止された。なお、ブラジル国内のコーチビルダーによってリムジンモデルが少数生産された。

### グレード
標準型の「Especial」と、メタリック塗装やモケットシートなど内外装の設備を充実させた上級型の「Luxo」、さらに、レーシングストライプ、セミバケットシートが奢られたスポーツモデルの「SS」が用意された。なお、6気筒4100ccエンジンの「SS」は、ストックカー・ブラジルなどのレースモデルのベースとなっていた。2016年、ブラジルのサンパウロ市にあるRogérioFerraresiは、シボレーオパラペダル車を製造しました。 オパールをベースにしたこの種のおもちゃが製造されたのは、これが初めてでした。( https://blogs.oglobo.globo.com/rebimboca/post/um-opala-que-da-pedal.html ). 

## 派生型

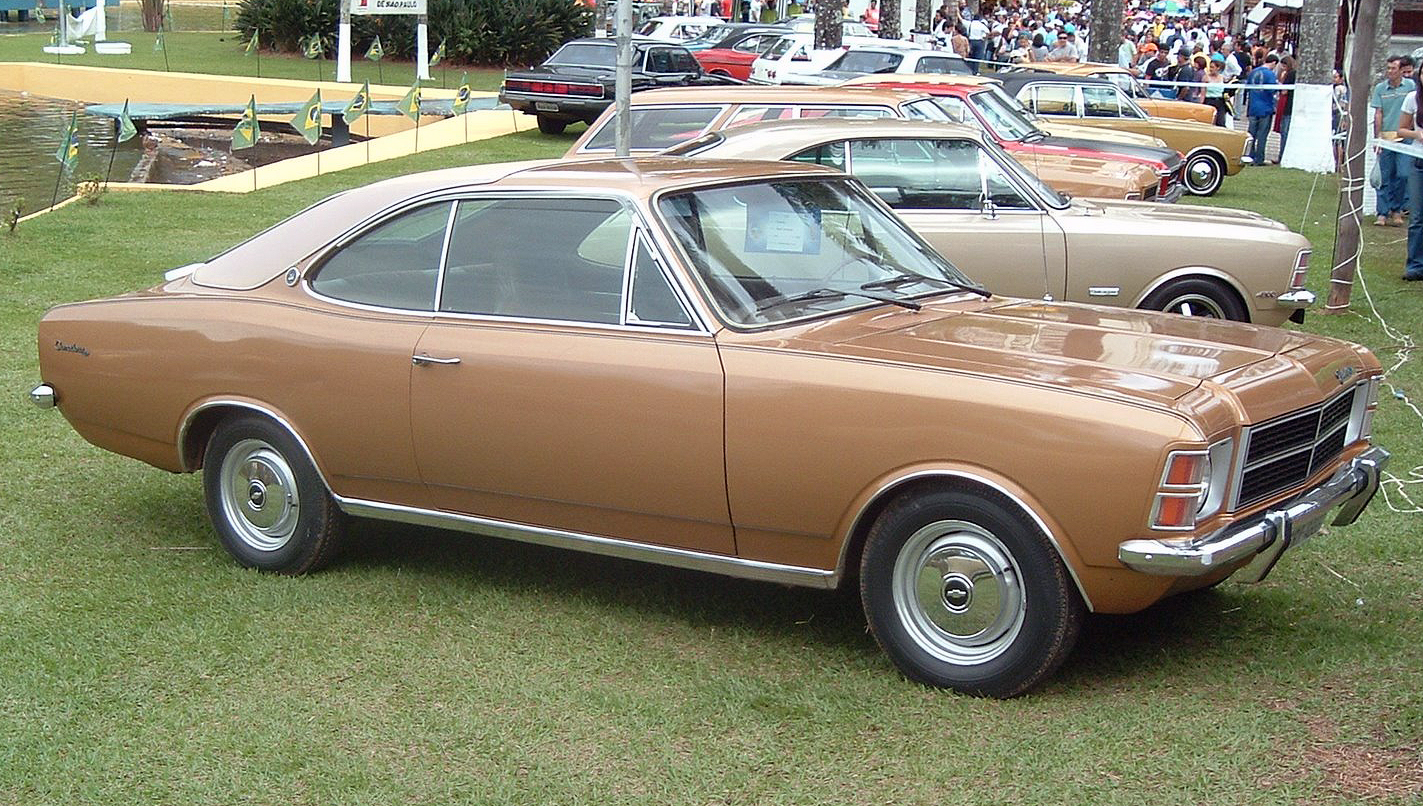
「コモドーロ・2ドアクーペ」（1977年型）

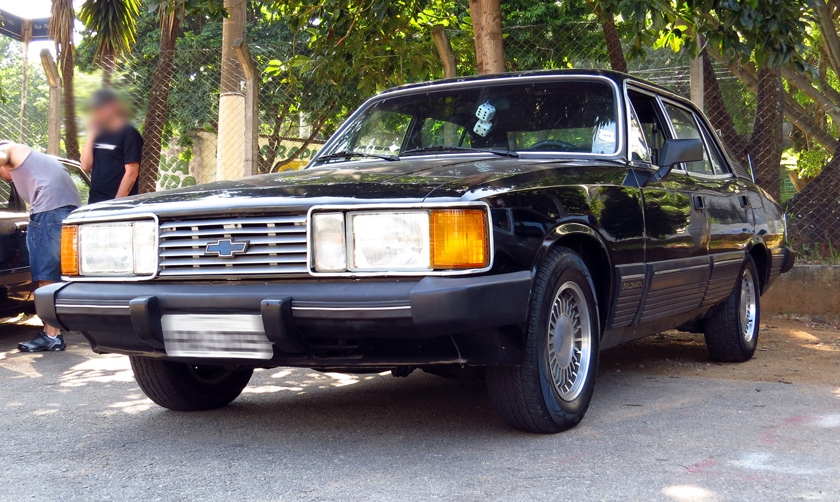
「ディプロマータ」（1987年型）

### コモドーロ
1975年に行われたビッグマイナーチェンジの際に、「Luxo」の6気筒モデルにモケットシートやカセットステレオ、メタリック塗装やストライプシール、ビニールルーフを標準装備させ差別化させた上級モデルの「コモドーロ（Comodoro）」を設定した。
1980年に、より上級な「ディプロマータ」が登場するまでの間、「コモド―ロ」がブラジルにおけるゼネラルモーターズの最高級車種となった。

### ディプロマータ
さらに、1980年に行われたビッグマイナーチェンジの際に、エアコンやパワーウィンドウなどの装備を充実させ、アルミホイールやフォグランプを標準装備とするなど内外装の意匠を変更した、「コモドーロ」のさらに上をゆく上級モデルとして「ディプロマータ（Diplomata）」が設定された。
1990年代に入るまでブラジル政府が自国産業保護のために外国車の輸入を原則禁止していたこともあり、フォードの「マーヴェリック」や「ギャラクシー」、「ダッジ・ル・バロン」」や「FNM アルファロメオ・2300リオ」などのライバル車種が1980年代に立て続けに生産中止になった後は、これらの上級派生モデルが、ブラジルで唯一の高級車として、企業役員や政府高官向けの公用車としても使用された。